# Juliane Bray
Juliane Bray (ur. 9 października 1975 w Wellington) – nowozelandzka snowboardzistka, olimpijka.
Jej najlepszym wynikiem olimpijskim jest 16. miejsce w snowboardowej konkurencji half-pipe na igrzyskach w Turynie. Najlepszy wynik na mistrzostwach świata osiągnęła w 2007 roku, kiedy zajęła 9. miejsce, również w tej konkurencji. Najlepsze wyniki w Pucharze Świata osiągnęła w sezonie 2005/2006, kiedy to zajęła 20. miejsce w klasyfikacji generalnej.

## Sukcesy

### Igrzyska olimpijskie
| Miejsce | Dzień     | Rok  | Miejscowość | Konkurencja    | Zwycięzca     |
| ------- | --------- | ---- | ----------- | -------------- | ------------- |
| 16.     | 13 lutego | 2006 | Turyn       | Halfpipe       | Hannah Teter  |
| 20.     | 17 lutego | 2006 | Turyn       | Snowboardcross | Tanja Frieden |
| 24.     | 18 lutego | 2010 | Vancouver   | Halfpipe       | Torah Bright  |

### Mistrzostwa świata
| Miejsce | Dzień       | Rok  | Miejscowość | Konkurencja    | Zwycięzca          |
| ------- | ----------- | ---- | ----------- | -------------- | ------------------ |
| 28.     | 16 stycznia | 2005 | Whistler    | Snowboardcross | Lindsey Jacobellis |
| 22.     | 14 stycznia | 2007 | Arosa       | Snowboardcross | Lindsey Jacobellis |
| 9.      | 20 stycznia | 2007 | Arosa       | Halfpipe       | Manuela Pesko      |
| 26.     | 18 stycznia | 2009 | Kangwŏn     | Snowboardcross | Helene Olafsen     |
| 21.     | 23 stycznia | 2009 | Kangwŏn     | Halfpipe       | Liu Jiayu          |

### Puchar Świata

#### Miejsca w klasyfikacji generalnej
- 1999/2000 – 63.
- 2000/2001 – 37.
- 2001/2002 – 24.
- 2004/2005 – niesklasyfikowana
- 2005/2006 – 20.
- 2006/2007 – 25.
- 2008/2009 – 44.
- 2009/2010 – 40.

#### Miejsca na podium
1. Whistler – 11 grudnia 1999 (Snowcross) – 3. miejsce
2. Sapporo – 16 lutego 2001 (Snowcross) – 1. miejsce
3. Leysin – 19 stycznia 2006 (Halfpipe) – 2. miejsce